# Torsten Kinnman
Torsten Erik Gunno Kinnman, född 20 december 1883 i Norrtälje, död 3 december 1956 i Malmö, var en svensk jurist. Han var bror till Gunno Kinnman.
Kinnman, som var son till apotekare Gunno Kinnman och Alma Hallberg, blev filosofie kandidat 1905 och juris kandidat 1909. Han blev vice auditör vid Wendes artilleriregemente 1911, auditör där 1913, var vice auditör vid Kronprinsens husarregemente 1916–1917, blev andre länsnotarie i Kristianstads län 1913, tredje och andre länsnotarie i Malmöhus län 1914, länsnotarie av första graden där 1918, assessor där 1923 och var landssekreterare där 1943–1949. Han var ordförande i styrelsen för Skånes stadshypotekförening och bostadskreditförening från 1949. Kinnman blev riddare av Vasaorden 1928 och av Nordstjärneorden 1943 samt kommendör av andra klassen av sistnämnda orden 1949.